# Geranomyia subvirescens subvirescens
Geranomyia subvirescens là một phân loài ruồi của loài Geranomyia subvirescens trong họ Limoniidae. Chúng phân bố ở vùng Tân nhiệt đới.